# Saionji Kinmune
Saionji Kinmune (西園寺公宗, , também conhecido como Senhor Kitayama, 1310 - 1335) foi um kuge (membro da Corte) que viveu no final do período Kamakura e início das dinastias norte-sul (Período Nanboku-chō) da história do Japão. Foi o filho mais velho de Sanehira. Alcançou o cargo de Dainagon, e foi o décimo líder do Ramo Saionji do Clã Fujiwara. 

## A Restauração Kenmu
Em meados de 1335, Kinmune, chefe do ramo Saionji e ex-embaixador do Bakufu, juntou-se a um complô com remanescentes dos Hōjō para derrubar a Restauração Kenmu uma trama tinha ramificações fortes em Kanto (onde estava localizada Kamakura e, em última instância, em todo o país), mas em Quioto Kinmune parece não ter procurado, e certamente não obteve, apoio de quaisquer outras famílias aristocráticas. Poucos nutriam boa vontade em relação a esse clã, que rudemente rompeu o status quo no século XIII. E de qualquer forma, o plano foi descoberto, e os líderes foram presos e depois executados. Nenhum outro ramo da família Saionji apoiou Kinmune. Na verdade, Go-Daigo foi informado da trama pelo irmão mais novo de Kinmune, Kimishige (1316-1364), a quem Go-Daigo recompensou pouco depois, designando-o como líder da família e concedendo-lhe o controle de todas as terras dos Saionji. 